# 1683
1683 (MDCLXXXIII) a fost un an obișnuit al calendarului gregorian, care a început într-o zi de miercuri.

## Evenimente
- 15 iulie-12 septembrie: Al doilea Asediu al Vienei. Otomanii conduși de către Kara Mustafa Pașa, generalul sultanului Mehmed IV, aliați cu trupe valahe, moldovene, transilvănene și din Crimeea sunt înfrânți decisiv de trupe creștine aliate.

## Nașteri
- 1 martie: Carolina de Ansbach, soția regelui George al II-lea al Marii Britanii (d. 1737)
- 30 iulie: Sofia Albertine de Erbach-Erbach, Ducesă de Saxa-Hildburghausen (d. 1742)

## Decese
- 26 iunie: Hedwig Sophie de Brandenburg, 60 ani, regentă de Hesse-Kassel (n. 1623)
- 30 iulie: Maria Tereza a Spaniei, 44 ani, regină a Franței, soția lui Ludovic al XIV-lea al Franței (n. 1638)
- 4 august: Hatice Turhan Sultan, 56 ani, sultană și regentă a Imperiului Otoman, consoarta favorită a sultanului Ibrahim I și mama sultanului Mehmed al IV-lea (n. 1627)
- 6 septembrie: Jean-Baptiste Colbert, 64 ani, politician francez, ministru de finanțe al regelui Ludovic al XIV-lea (n. 1619)
- 12 septembrie: Afonso al VI-lea al Portugaliei, 40 ani (n. 1643)
- 18 noiembrie: Louis, Conte de Vermandois (n. Louis de Bourbon), 16 ani, fiul nelegitim al regelui Ludovic al XIV-lea al Franței (n. 1667)
- 25 decembrie: Kara Mustafa Pașa, 49 ani, lider militar otoman și mare vizir (n. 1634)
- 27 decembrie: Maria Francisca de Savoia (n. Marie Françoise Élisabeth), 37 ani, regină consort a Portugaliei (n. 1646)